# Mauricio Oliva
Mauricio Oliva Herrera (Choluteca, 8 de marzo de 1951) es un médico cirujano y político hondureño, actual diputado electo del Parlamento Centroamericano. Fue diputado por Choluteca en el Congreso Nacional desde el 25 de enero de 2002 hasta el 25 de enero de 2022, y presidente de ese poder del Estado desde el 25 de enero de 2014 hasta el 25 de enero de 2022, siendo el primer presidente del Legislativo en ser reelegido desde el retorno a la democracia en 1982.
Siendo presidente del Legislativo, fue precandidato a la presidencia por el Partido Nacional en las elecciones internas de marzo de 2021, siendo derrotado. Fue posteriormente inscrito como candidato a diputado por el Parlamento Centroamericano, siendo escogido. Tomará posesión del cargo el 28 de octubre de 2025.
Sospechoso de formar parte de una red de enriquecimiento ilícito que ha permitido a muchos diputados apropiarse de fondos destinados a obras sociales, Mauricio Oliva es objeto de una investigación de la Misión de Apoyo contra la Corrupción y la Impunidad en Honduras (MACCIH).

## Estudios y carrera profesional
Sus estudios primarios los realizó en la Escuela de Varones Dionisio de Herrera y se graduó de bachiller en Ciencias y Letras en el Instituto La Salle de Choluteca, en 1969. Posteriormente en 1978, obtuvo su título de médico y cirujano en la Facultad de Medicina de la Universidad Nacional Autónoma de Honduras. En 1983 logró su postgrado de Cirugía General en el Hospital Escuela.
Se desempeñó como médico interno del Hospital La Policlínica de Tegucigalpa en 1976, luego en el hospital San Felipe y Materno Infantil en 1977, y en igual cargo en Servicio Social en el Hospital del Sur de Choluteca de 1978 a 1979. También fungió como médico residente de cirugía del Hospital Escuela de 1980 a 1983, y cirujano base y de guardia en el Hospital del Sur. Fue director del Hospital del Sur de 1990 a 1991 y de la Región Sanitaria de Salud del Sur de 1991 a 1994.
Mauricio Oliva fue miembro del Colegio Médico de Honduras, de la Asociación de Médicos de la Zona Sur de Honduras y del Club Rotario. Oliva se jubiló en 2010.

## Vida política
Fue regidor de la alcaldía de Choluteca y diputado por el mismo departamento en el Congreso Nacional de Honduras desde 2002 hasta 2022. En el Congreso fue dos veces vicepresidente y dos veces presidente de ese órgano, y también integró su Comisión de Salud, Paz y Democracia; Defensa Nacional, Seguridad, Presupuesto y la de Control y Seguimiento Institucional. Como vicepresidente alterno del Congreso en 2012-2014 le tocó tomar las riendas ante la ausencia de su presidente Juan Orlando Hernández y su vicepresidenta Lena Gutiérrez, quienes hacían campaña política.

### Presidente del Congreso Nacional
El 23 de enero de 2014, por mayoría de votos, los diputados electos del Congreso Nacional de Honduras eligieron a la Junta Directiva del periodo 2014-2018 de este poder del Estado, recayendo la presidencia en Mauricio Oliva. Asumió el cargo de manera oficial dos días después. Fue reelegido como presidente en la sesión del 23 de enero de 2018.

### Elecciones de 2021
Mauricio Oliva Herrera participó en las elecciones internas del 14 de marzo de 2021 como precandidato a presidente por el movimiento Juntos Podemos del Partido Nacional. Obtuvo 290,438 votos, siendo derrotado por Nasry Asfura, entonces alcalde de la capital y quien obtuvo el 70.1 % de los votos. Se le consideraba el hombre más cercano al presidente de Honduras, Juan Orlando Hernández, aunque se distanció del mandatario. Su coordinador de campaña fue el vicepresidente Ricardo Álvarez.
El 20 de octubre el Partido Nacional lo inscribió en la posición dos como candidato a diputado por el Parlamento Centroamericano (Parlacen), en sustitución de Mario René Pineda Valle. Al día siguiente el consejero representante por el Partido Nacional y presidente del Consejo Nacional Electoral, Kelvin Aguirre, hizo efectiva su inscripción. Este hecho lo hizo público el 2 de noviembre la consejera representante por el Partido Libre, Rixi Moncada, quien manifestó que la misma fue ilegal en base al artículo 115, numeral 10 de la Ley Electoral, que prohíbe «inscribir como candidatos a cualquier cargo de elección popular para las elecciones generales a personas que hayan participado en otro partido o en el mismo período electoral». El caso de Oliva se comparó con el de Roberto Contreras, impedido para participar como candidato a alcalde por Libre. En su defensa y en referencia a ambos casos, el consejero Aguirre dijo: «Quienes comparan ambos casos, conociendo la ley, y siendo autoridades electorales, lo hacen con el único fin de confundir a la población y denotan falta total de ética y compromiso con el cargo que ostentan [...] Oliva es del mismo partido, que ahora lo impulsa como aspirante a diputado del Parlacen»; y dijo que el caso de Roberto Contreras era distinto porque ya había sido inscrito como candidato a alcalde por otras corrientes distintas a Libre.
Oliva fue finalmente elegido diputado del Parlacen, cargo que pasará a ocupar el 28 de octubre de 2025.

## ONG
El 23 de mayo de 2014 se constituyó la Fundación Integral de Desarrollo Juntos Podemos (JP-Fundación), relacionada con Mauricio Oliva, la cual desde 2015 recibió fondos públicos a través del Patronato Nacional de la Infancia (PANI). Entre las actividades de dicha ONG estuvieron: colaborar con el Congreso Nacional en un proyecto de 250 mil lempiras de mejora a un recinto histórico en Choluteca en noviembre de 2014. Ayudar al financiamiento de cirugías en el Hospital General del Sur, con un donativo de 160 mil lempiras de la Corporación Dinant en 2017. Inaugurar un parque en la aldea de Linaca Centro, en el municipio de San Marcos de Colón, con un costo de 1.5 millones de lempiras, en agosto del mismo año. Remodelar 12 centros de salud en el sur, según dijo en agosto de 2020 el representante de la Fundación, Juan Oliva, hijo de Mauricio Oliva. 
Además, entre octubre de 2016 y noviembre de 2021, la Fundación Juntos Podemos firmó al menos 6 convenios de trabajo con fondos del programa Vida Mejor, de la Secretaría de Desarrollo e Inclusión Social, siendo beneficiada con alrededor de 29 millones de lempiras.

## Familia y vida privada
Es hijo de los difuntos Roberto Oliva Barralaga y Hercilia Herrera. Durante toda su vida ha residido en Choluteca. Contrajo matrimonio con Rina Rosario Brizzio; matrimonio en el que procrearon tres hijos: Mauricio, Juan Carlos y Rina María, de apellidos Oliva Brizzio. Juan Carlos Oliva es médico con especialidad en anestesiología. Participó en política por primera vez en las elecciones de 2021 con el movimiento de su padre y fue elegido diputado para el periodo 2022-2026, siendo el candidato a diputado más votado del departamento de Choluteca. Mientras que Rina María Oliva fue directora del Banco Central de Honduras, siendo nombrada el 8 de febrero de 2019. El esposo de ella, César Antonio Pinto Pacheco, fue diputado suplente de Antonio Rivera Callejas en el periodo 2018-2022. 
Mauricio Oliva fue hermano de los ahora difuntos José Roberto y Ricardo Oliva, quien era exalcalde de Choluteca, falleció el 2 de febrero de 2020 por causas naturales.  Mientras que José Roberto Oliva, ingeniero y diputado del Congreso Nacional por dos periodos de 1986 a 1994, falleció el 20 de junio del mismo año por cáncer.

## Investigaciones por corrupción
En diciembre de 2017, el vocero de la Misión de Apoyo contra la Corrupción y la Impunidad en Honduras (MACCIH), Juan Jiménez Mayor, reveló que se investigaba al presidente del Congreso Nacional, Mauricio Oliva, y a otros diputados, por drenar fondos públicos a través de ONGs. El 18 de enero de 2018, el Congreso Nacional aprobó el Decreto 141-2017 que reformó la Ley Orgánica del Presupuesto, impidiendo que la Unidad Fiscal Especial contra la Impunidad de la Corrupción (UFECIC) realizara alguna acción judicial contra funcionarios, diputados y ONGs mientras el Tribunal Superior de Cuentas estuviese realizando auditorías de los fondos utilizados.
El 18 de junio de 2018, según investigaciones de Expediente Público, Oliva, su esposa y su hija firmaron un contrato de fideicomiso con un banco para que éste administrara sus propiedades por 15 años, y así, concluye el medio, blindarlas ante una posible incautación. La investigación reveló que entre las propiedades se encontraban: una en residencial La Hacienda de Mauricio Oliva, dos condominios en Lomas del Guijarro Sur de los tres mencionados, y una casa en el Hato de Enmedio del esposo de la hija de Oliva. Todas ellas fueron traspasadas mediante una empresa de Luis Alfonso Deras, socio de otra empresa, Inversiones Acrópolis, que estuvo implicada en varios actos de corrupción. Deras también sería cercano a Roberto Arturo Mejía, acusado de ser testaferro de Los Cachiros.
El 13 de septiembre de 2018, un fallo de la Corte Suprema de Justicia a favor de un recurso de amparo administrativo detuvo la investigación que la MACCIH y la UFECIC realizaban contra Oliva en la llamada "Línea de investigación B". El recurso argumentaba que a Oliva se le violentaban derechos constitucionales. La Corte ordenó que se suspendiera toda investigación contra Oliva mientras este no recibiera toda la información de la misma. La investigaciones contra Oliva hechas por la MACCIH-UFECIC nunca fueron reveladas.